# 十分寮成安宮

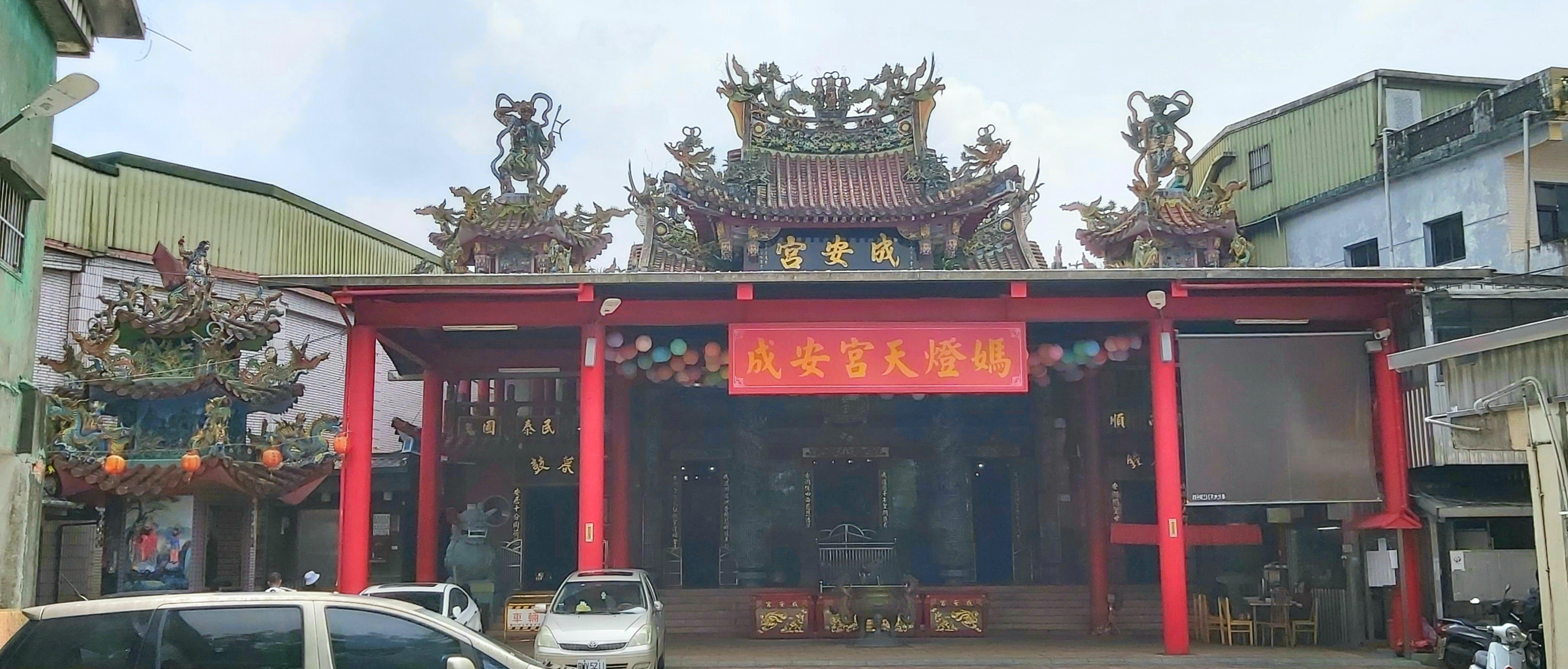
十分寮成安宮

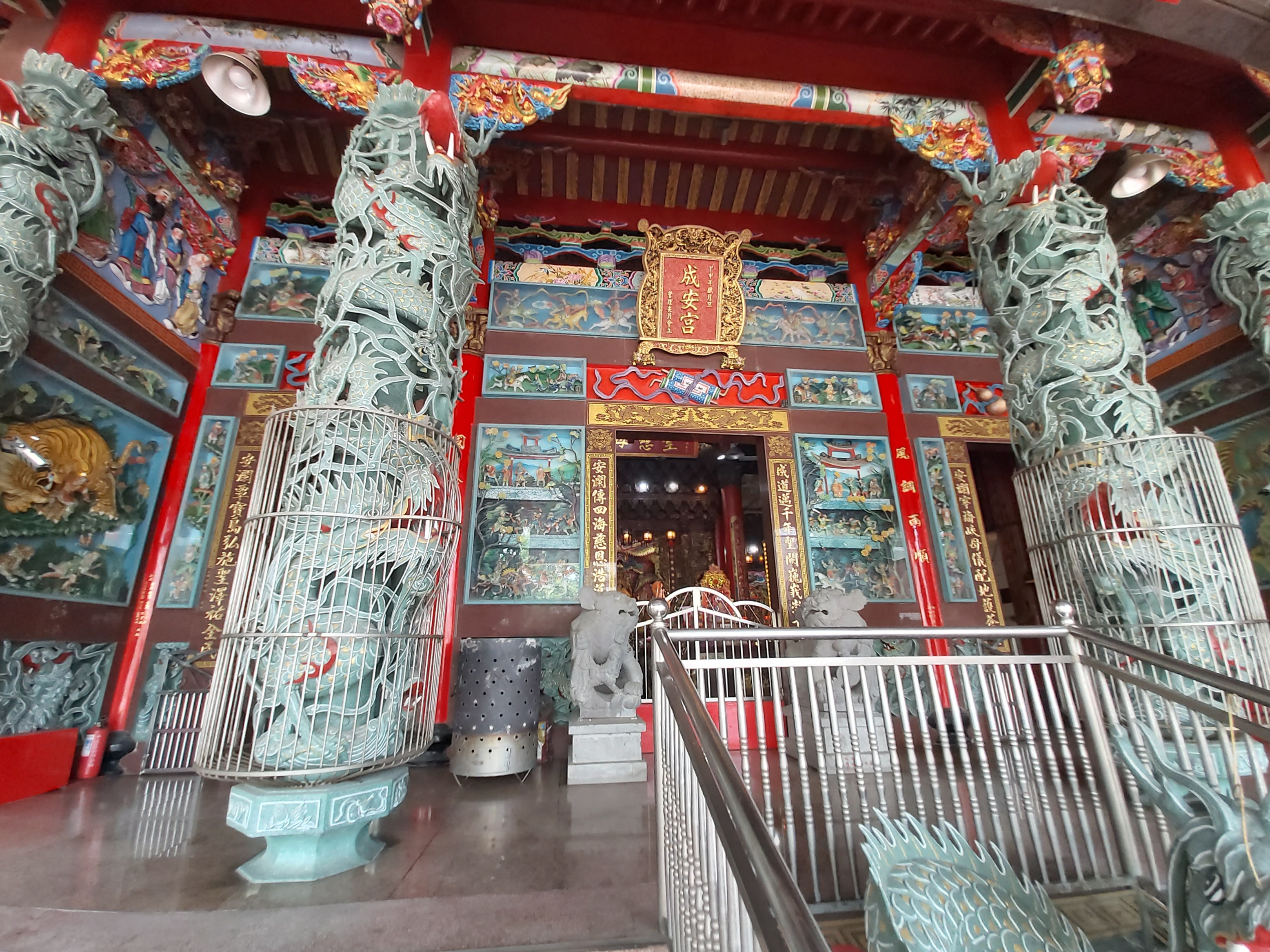
十分寮成安宮廟門

十分寮成安宮，地址在臺灣新北市平溪區十分里十分街189號，是一座媽祖廟，俗稱十分寮媽祖廟。1778年，泉州府安溪縣胡典熾家族渡海來臺拓墾、經商，往來於唐山與臺灣之間。1788年迎海神天后媽祖神像，奉祀香火，祈求海上平安。1790年建小廟奉祀，屢經二百餘年的屢屢重修，今已蔚然大廟。

## 主祀

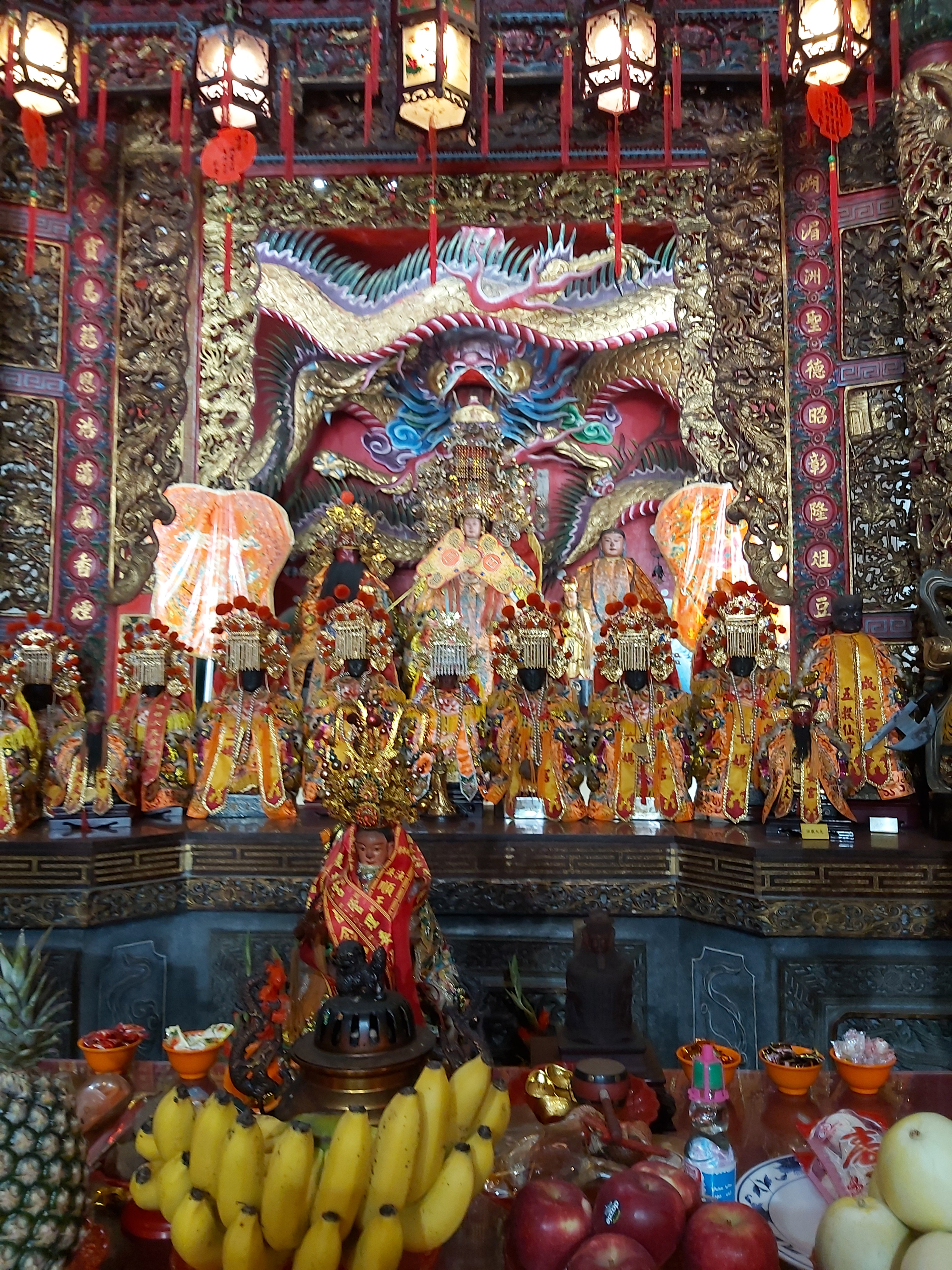
天上聖母、保儀大夫（圖左）、三代祖師（圖右）、三太子（前）。

天上聖母（從神千里眼將軍、順風耳將軍）

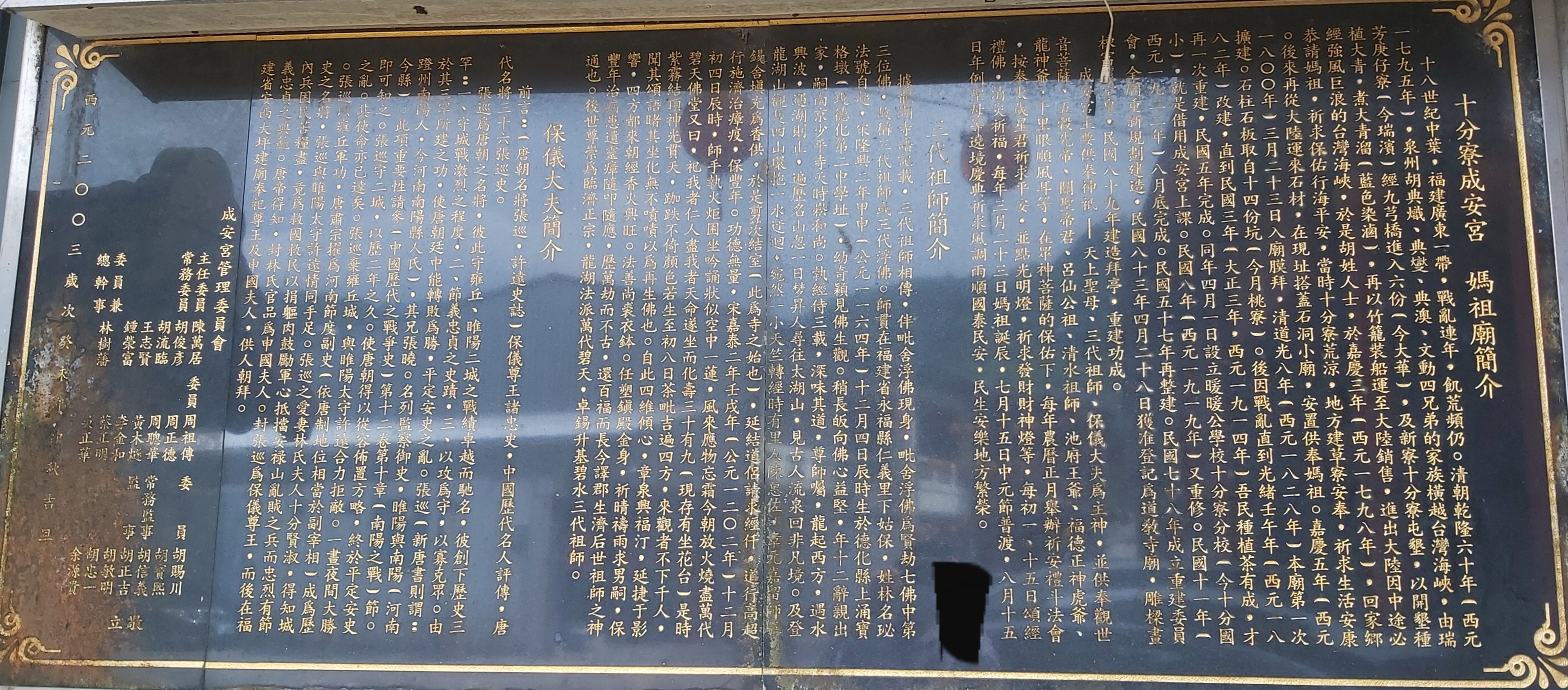
沿革
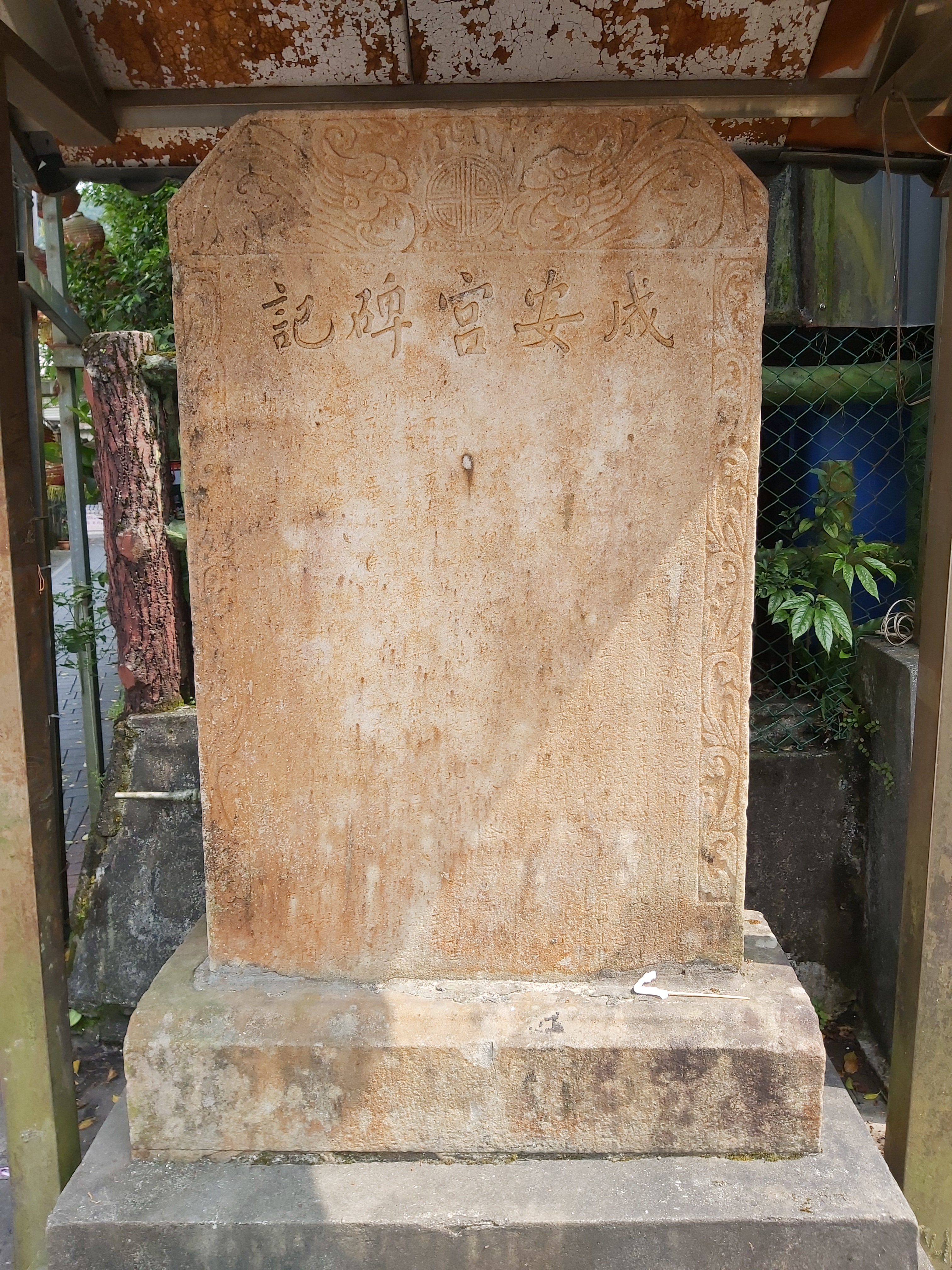
碑記
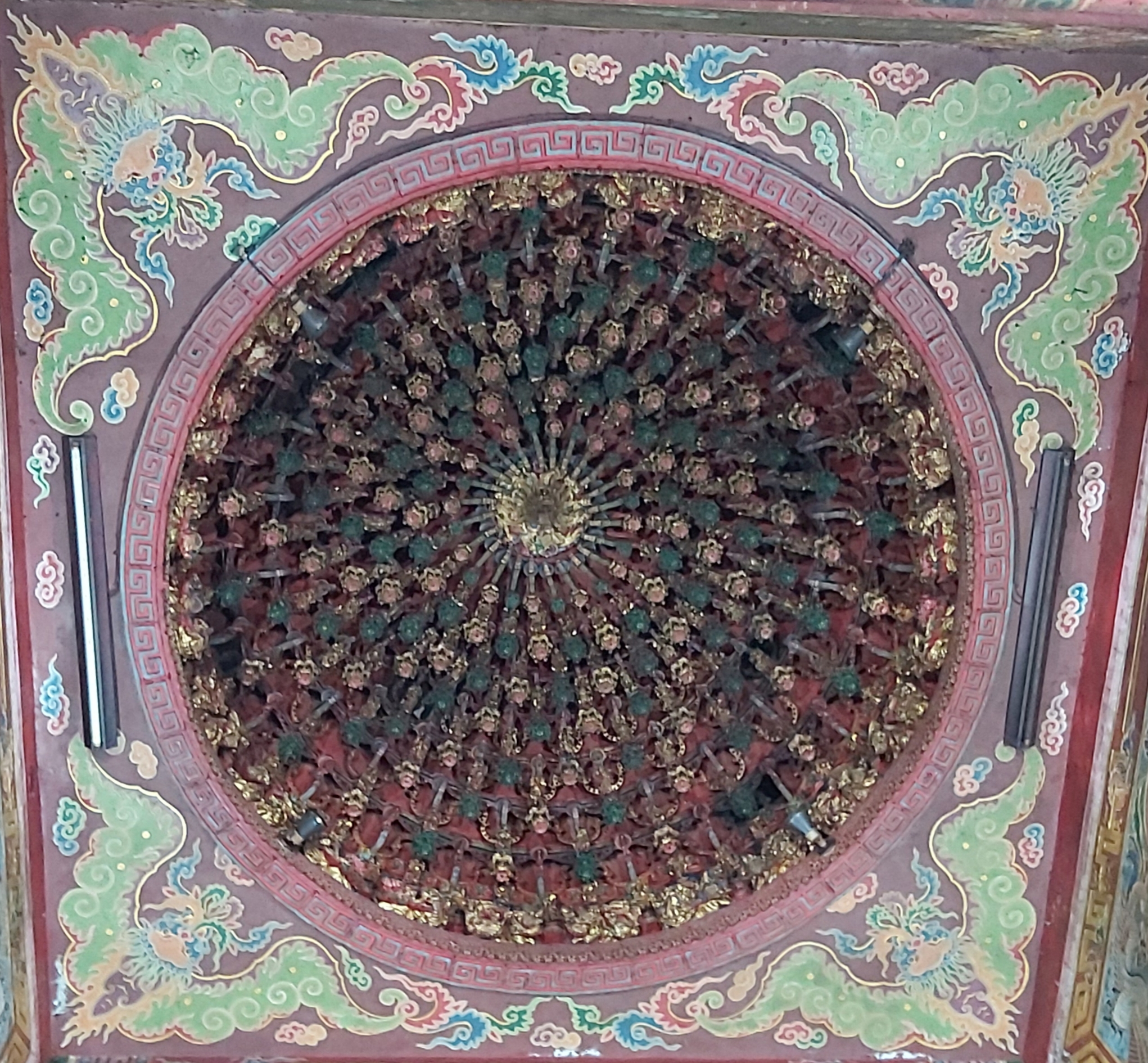
藻井

## 配祀
清水祖師、三代祖師、保儀大夫、三太子、觀音菩薩、伽藍、韋馱、善才龍女、五穀先帝、關聖帝君、關平、周倉、文昌帝君、孚佑帝君、倉頡、月老、玄壇真君、魁星、池府王爺、福德正神、虎爺等。

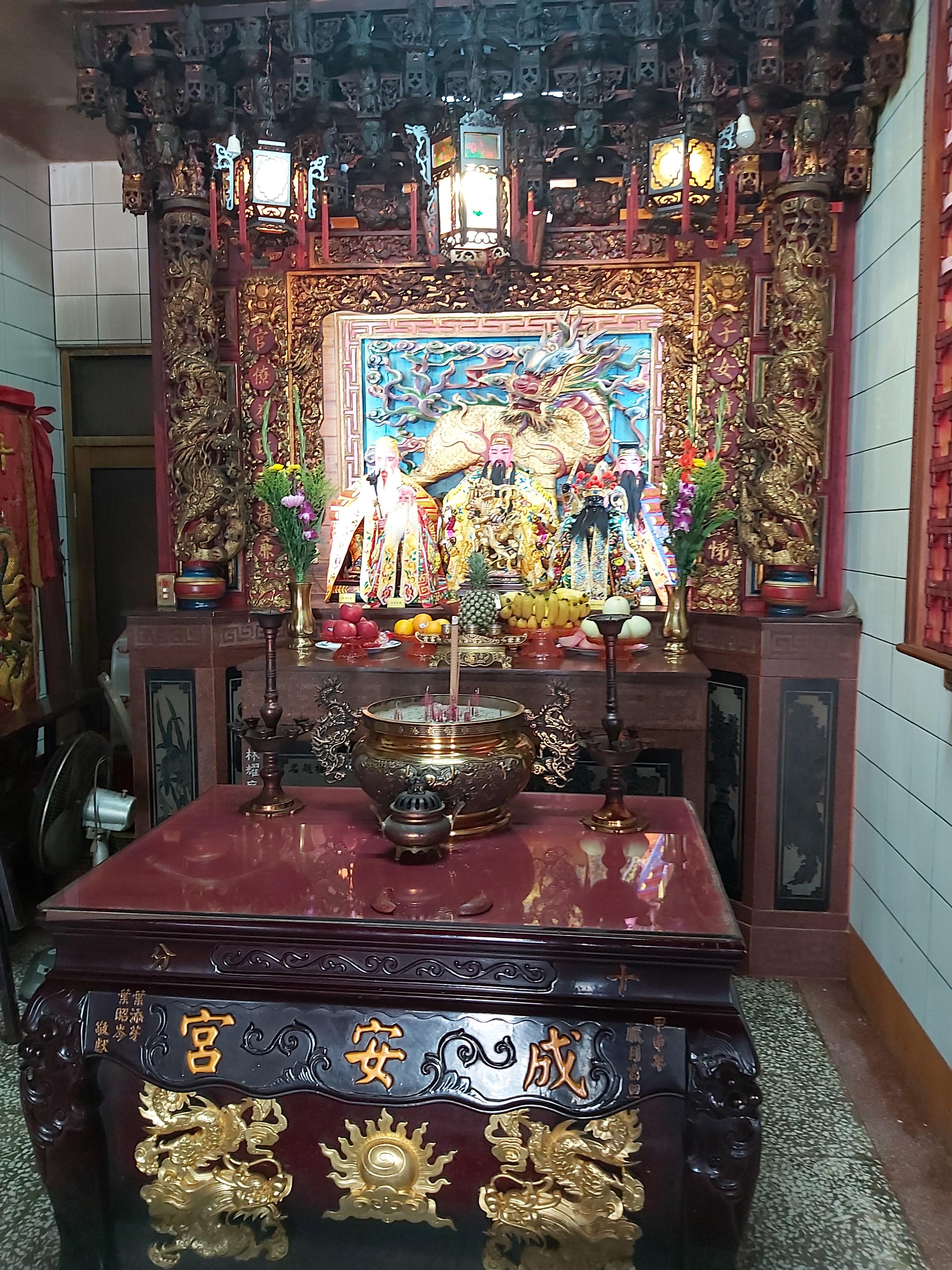
文昌帝君
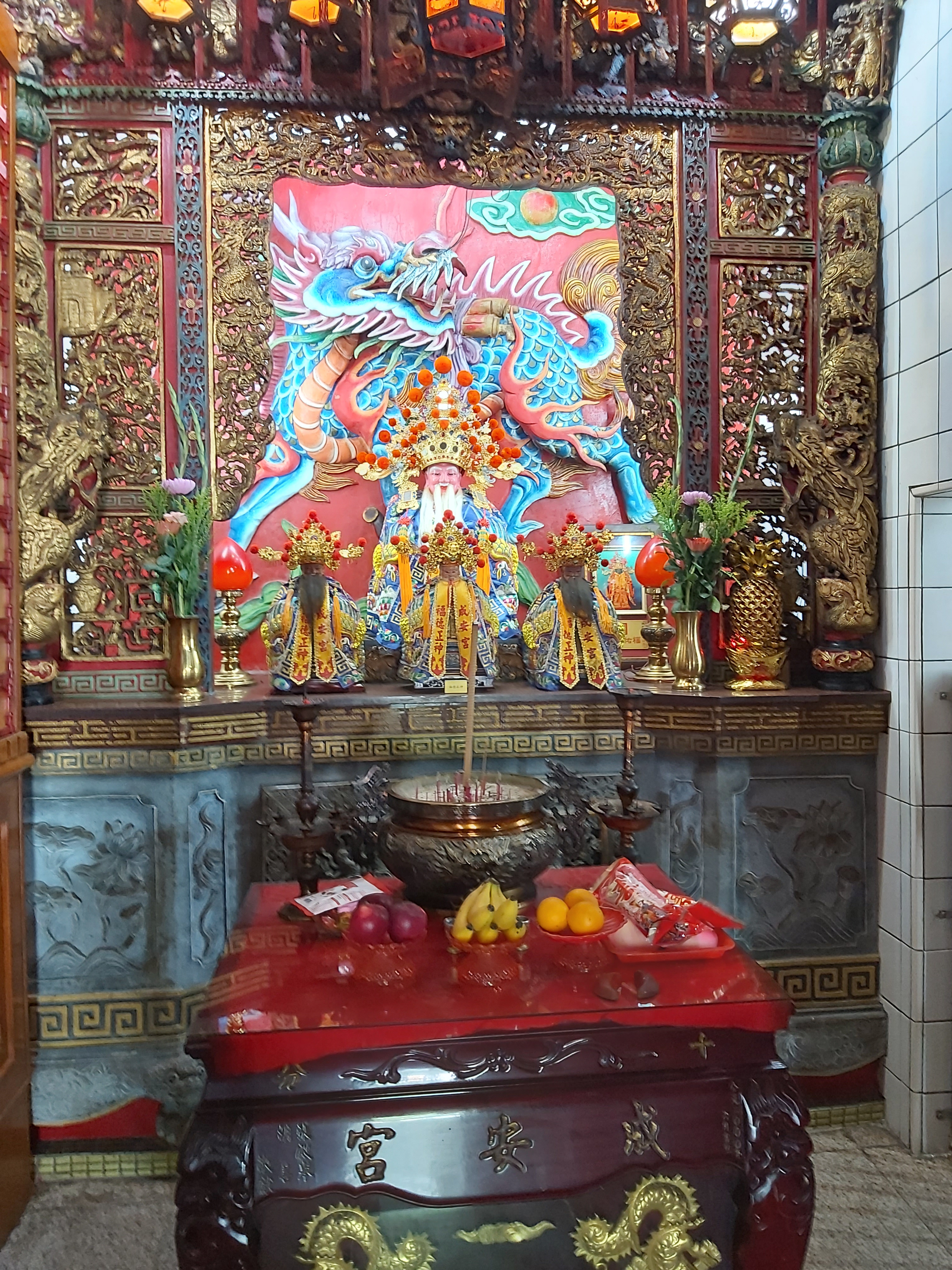
福德正神
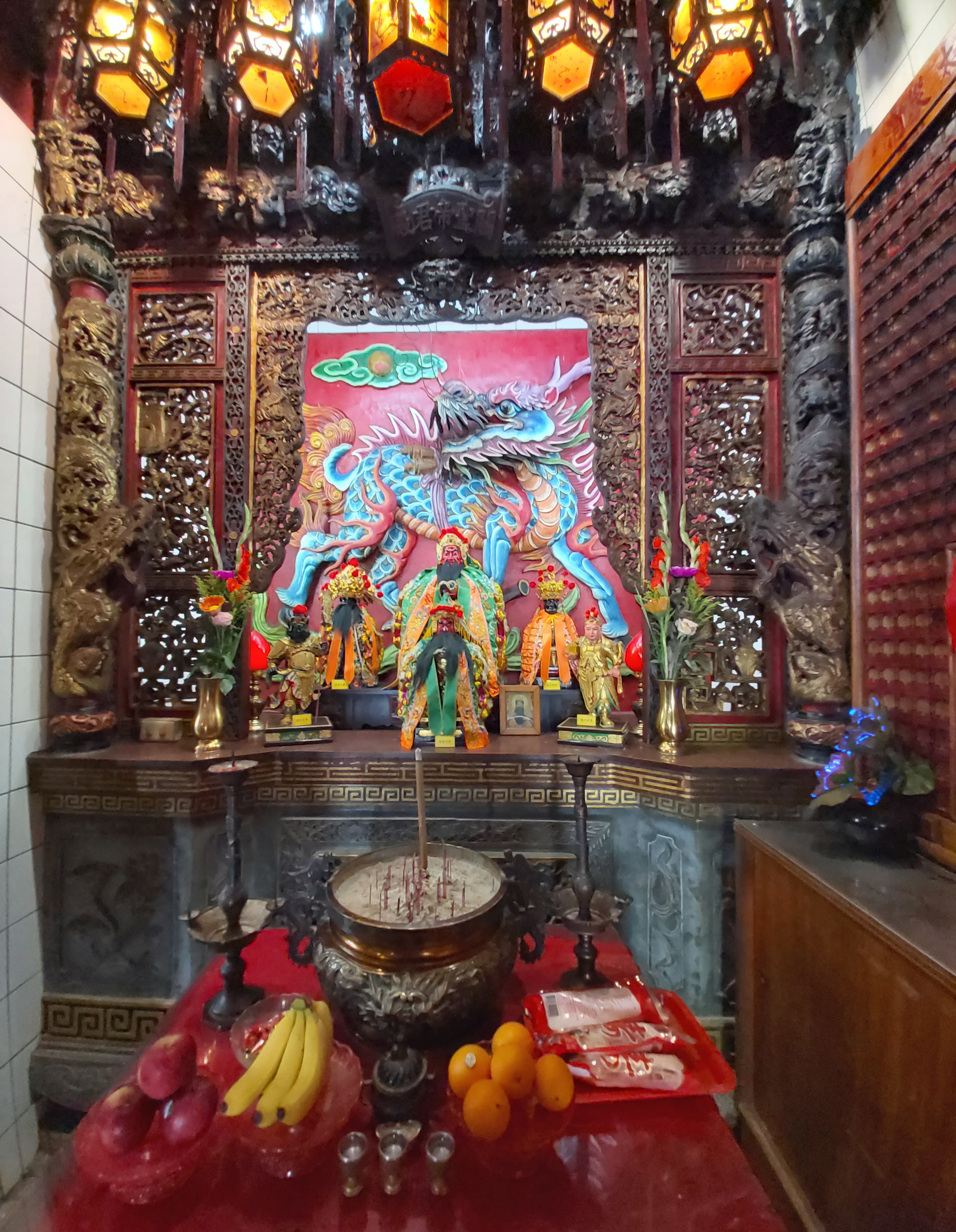
關聖帝君
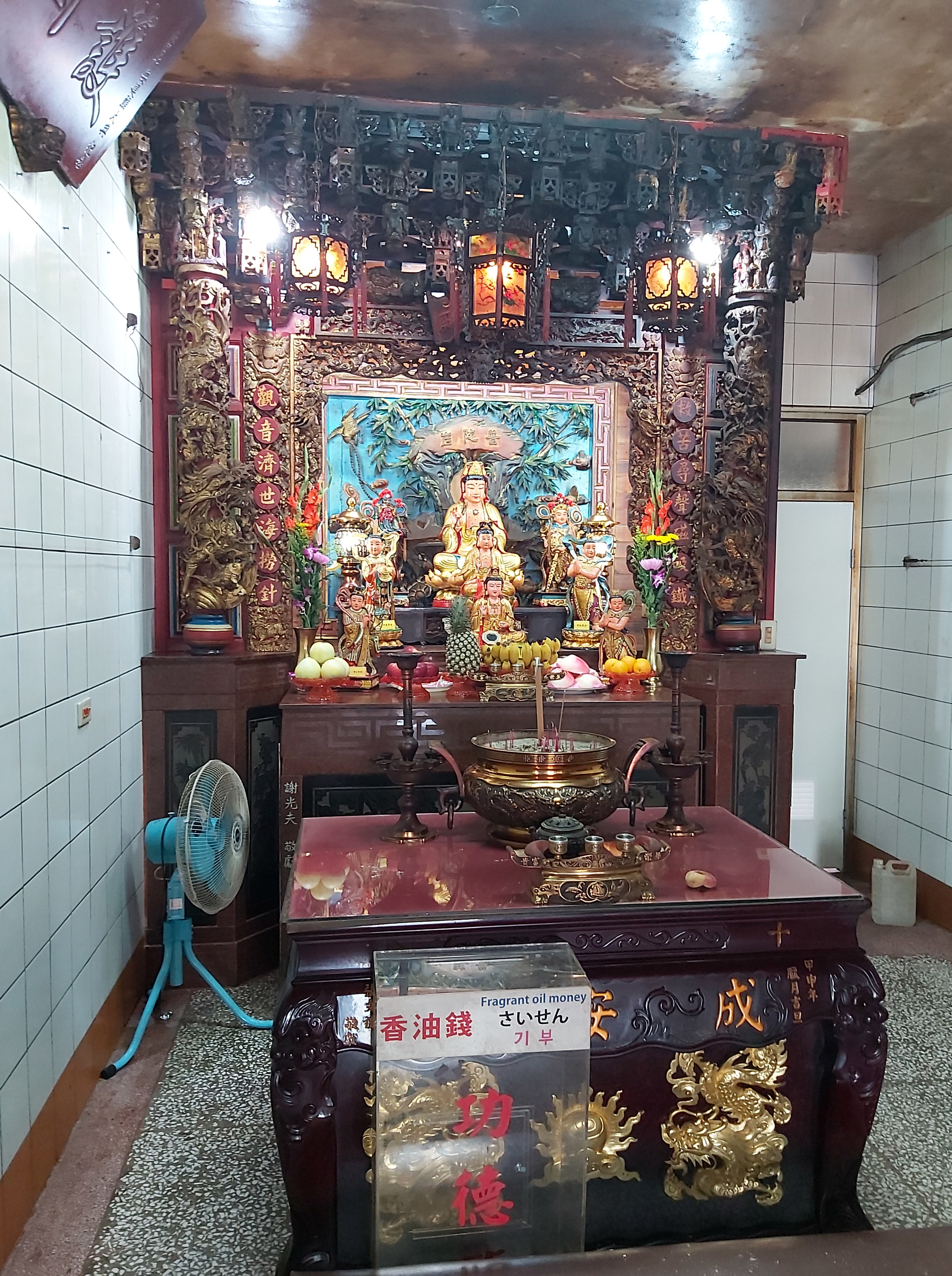
觀音菩薩

## 慶典
- 中元普渡：舊曆七月十五日舉行，早年由各村里檀越善信擲筊選出爐主，並由村里舉辦，現因人口較少，由廟方舉辦。活動內容：請神、開法會、敬三界、施孤、敬奉神豬、普施、送神等儀式，其隆重不但在平溪區其他村落少見，在新北其他鄉鎮也難得一見。

- 繞境：有別於其他廟宇於農曆三月二十三日舉行媽祖遶境，本廟於舊曆八月十五日舉行，前一日先迎神至新寮新安宮，八月十五迎送至成安宮。

## 相鄰地景
- 十分國小
- 十分車站
- 十分瀑布

## 外部連結
- 十分寮成安宮媽祖廟-天燈媽的Facebook專頁